# Maher Kanzari
Maher Kanzari (arabe : ماهر الكنزاري), né le 17 mars 1973 à Tunis, est un joueur et entraîneur de football international tunisien.

## Palmarès de joueur
Espérance sportive de Tunis (6)
- Coupe de la CAF : 1997
- Coupe d'Afrique des vainqueurs de coupe : 1998
- Championnat de Tunisie : 1998, 1999, 2000
- Coupe de Tunisie : 1999

## Carrière d'entraîneur
À la suite du départ de Faouzi Benzarti en 2010, il devient entraîneur de l'Espérance sportive de Tunis, avant de céder sa place quelques semaines plus tard à une autre personnalité espérantiste, Nabil Maâloul.
Le 2 janvier 2011, il est nommé entraîneur du Club athlétique bizertin. Le 8 octobre 2012, il est nommé entraîneur de l'équipe qatarie de l'Al-Sailiya SC en remplacement de l'Allemand Uli Stielike.
En mars 2015, il dirige l'équipe de Tunisie olympique puis reprend le Stade tunisien en janvier 2016 et le Club athlétique bizertin à nouveau d'octobre 2016 à mars 2017.
Après un bref passage au Stade gabésien et au Ohod FC, il devient adjoint en équipe de Tunisie en juillet 2018.

### Palmarès
Entraîneur adjoint de l'Espérance sportive de Tunis
- Ligue des champions arabes : 2009
- Coupe nord-africaine des vainqueurs de coupe : 2008
- Championnat de Tunisie : 2009, 2010
- Coupe de Tunisie : 2008
- Finaliste de la Ligue des champions de la CAF 2010

Entraîneur de l'équipe de Tunisie des moins de 20 ans
- Coupe d'Afrique des nations des moins de 20 ans : quatrième en 2021

Entraîneur de l'Espérance sportive de Tunis
- Championnat de Tunisie : 2025
- Coupe de Tunisie : 2025
- Supercoupe de Tunisie : 2025